# Camille Jedrzejewski
Camille Jedrzejewski (Compiègne, 25 de abril de 2002) é uma atiradora esportiva francesa.

## Carreira
Jedrzejewski ganhou duas medalhas no Campeonato Mundial Júnior da ISSF de 2021, antes de se classificar para as Finais da Copa do Mundo da ISSF em 2022, ganhando uma medalha de ouro e uma de prata. Nos Jogos Europeus de 2023, ela ganhou uma medalha de prata individual na pistola de ar, bem como uma medalha de prata no evento de equipe de pistola de ar feminina.
Nos Jogos Olímpicos de Verão de 2024, em Paris, conquistou a medalha de prata na prova de pistola livre 25 m feminino.